# 百合沙
百合沙（ゆりさ、1992年4月3日 - ）は、日本の女優、グラビアアイドル。別名、木嶋 ゆり（きじま ゆり）。静岡県出身。現在は無所属。

## 経歴
20歳で上京して、OLを経験。
2013年、「木嶋 ゆり」名義で初DVD『はじめての旅行』をリリース。
2014年、2枚目のDVD『理想の彼女』をリリース。同年、3枚目のDVD『私を見つめて』をリリース。8月、「汐留グラビア甲子園2014」にて、審査員特別賞を受賞した。10月には、アリスインプロジェクトの舞台『戦国降臨ガール・ReBirth』に出演した。
「ミスアクション2014」、「ミス東スポ2014」ファイナリスト。2014年に開催された「FLASH presents 写真集争奪オーディション」では、最終10人に残った。
光文社『FLASH』2016年3月8日号で「最初で最後のヘアヌード」と題したグラビアを披露した。同年4月12日号でも続編を再び掲載する。
時期を前後して2015年に『週刊現代』（講談社）誌上で謎の美少女「百合沙」として定期的にグラビア掲載。2017年には女優・百合沙とアイドル・木嶋ゆりが同一人物であることを明らかにし、ルセロからアイエスフィールドへの事務所移籍を機に芸名を百合沙に一本化することを発表。
2020年10月26日に5年ぶりのグラビアとなる電子写真集『百合沙 ある女優の肖像』を発売。
2023年3月31日をもって、所属していたアイエス・フィールドを退所。以降はフリーとして活動。
2023年12月24日にプロデュース団体「Yulirio（ユリリオ）」を立ち上げたことを発表。

## 人物
- スペイン人とペルー人の混血の祖父、ペルー人の母をもつスペイン系クォーター[14][15]。
- 特技は百人一首（弐段保有）、アクション[2]。
- 麻雀を趣味としており、自身のブログやTwitter・Instagramなどで話題に上げたり、対局した模様が掲載されることもある。2019年のALL STAR Leagueで、リーチを受けた百合沙の表情を見た解説の萩原聖人が「見てこのご尊顔！」と発言。この発言を受け、翌年の新春特番でじゃいが百合沙を「ご本尊フェイス」と紹介した。それ以降「ご本尊フェイス」がキャッチフレーズとなっている[16]。

## 書籍

### 写真集
- 百合沙 写真集（2016年4月26日、ワニブックス）撮影:西田幸樹

### 電子写真集
- 百合沙 ある女優の肖像（2020年10月26日、小学館）撮影:小林修士

### 雑誌
- Bejean 2014年10月号（ジーオーティー）※「木嶋ゆり」名義
- 近代麻雀 2018年8月15日号（竹書房）DVD付き - 巻頭カラー・牌姫グラビア:百合沙

## 作品

### DVD
- はじめての旅行（2013年7月26日、竹書房）
- 理想の彼女（2014年1月24日、イーネット・フロンティア）
- 私を見つめて（2014年6月19日、ギルド）
- キリウリ＄アイドル Vol.06（2014年12月25日、Air control）全8名
- 蜜恋（2015年2月20日、イーネットフロンティア）
- みすど mis*dol（2015年5月22日、M.B.D.メディアブランド）
- FRAGRANCE（2015年9月25日、エスデジタル）

## 出演

### 映画
百合沙 名義
- HK 変態仮面 アブノーマル・クライシス（2016年5月14日公開、東映）監督:福田雄一 [17]
- 教科書にないッ!（2016年6月18日公開、日本出版販売）監督:佐々木詳太 - 小菅サキ 役[18]
- 教科書にないッ!2（2016年6月21日公開、日本出版販売）監督:佐々木詳太 - 小菅サキ 役[19]
- 教科書にないッ!3（2017年6月10日公開、日本出版販売）監督:佐々木詳太 - 小菅サキ 役[20]
- 教科書にないッ!4（2017年6月17日公開、日本出版販売）監督:佐々木詳太 - 小菅サキ 役[21]
- 全員、片想い／イブの贈り物（2016年7月2日公開、東映）監督:伊藤秀裕 他[22]
- ところで冷房効きすぎじゃない?[23]（2016年10月14日公開、監督:山下征志） - Olympus Film FestivalでBest Comedy Shortを受賞（2019年7月）※短編映画
- RANMARU 神の舌を持つ男 酒蔵若旦那怪死事件の影に潜むテキサス男とボヘミアン女将、そして美人村医者を追い詰める謎のかごめかごめ老婆軍団と三賢者の村の呪いに2サスマニアwithミヤケンとゴッドタン、ベロンチョアドベンチャー! 略して…蘭丸は二度死ぬ。鬼灯デスロード編（2016年12月3日公開、松竹）監督：堤幸彦[24]
- 蠱毒 ミートボールマシン（2017年8月19日公開、アークエンタテインメント）監督:西村喜廣 - 三田カヲル 役[25]
- リンキング・ラブ（2017年10月28日公開、BS-TBS）監督:金子修介 - 山田さゆり 役[26]
- 私の奴隷になりなさい 第2章 ご主人様と呼ばせてください（2018年9月29日公開、KADOKAWA）監督:城定秀夫 - 希美 役[27]
- 私の奴隷になりなさい 第3章 おまえ次第（2018年10月13日公開、KADOKAWA）監督:城定秀夫 - 希美 役[28]
- 教科書にないッ！5（2019年7月27日公開、日本出版販売）監督:佐々木詳太 - 小菅サキ 役[29][30]
- 教科書にないッ！6（2019年7月28日公開、日本出版販売）監督:佐々木詳太 - 小菅サキ 役[31][32]
- ゴーストマスク～傷～（2019年9月20日公開、オデッサ・エンタテインメント、制作:日本／韓国 ）監督:曽根剛 - 寺川紗 役[33]
- 幸福な囚人（2019年12月6日公開、ABCライツビジネス）監督:天野友二朗 - 山本美奈子 役[34]
- 劇場版 打姫オバカミーコ（2021年2月5日公開、アイエス・フィールド）監督:松田圭太 - 馬杉寧香 役[35]
- 百合の雨音（2022年10月14日公開、日活）監督:金子修介[36]

### テレビ
- 女流雀士 プロアマNo.1決定戦 てんパイクイーン（2016年 - 、テレ朝チャンネル2）シーズン3～4に出場

### Webドラマ
百合沙 名義
- 火花 - 第3話（2016年、Netflix）
- 真・透明変態人間2　魔性の香水に翻弄されるオンナたち（2022年10月5日、シネポップ、シネマファスト）[37]

### ウェブテレビ
- 新春オールスター麻雀大会2019（2019年1月2日 - 3日、AbemaTV）チーム優勝[38]。
- 新春オールスター麻雀大会2020（2020年1月2日 - 3日、AbemaTV）[39]※テレビ朝日でも一部放送。
- 熱闘!Mリーグ ※不定期出演。一部地域ではテレビ朝日でも放送。

### 舞台
- アリスインプロジェクト「戦国降臨ガール・ReBirth[40]」（2014年10月29日 - 11月3日、新馬場 六行会ホール） - 渚洋子 役
- バンタムクラスステージ『かべぎわのカレンダリオ』A公演「マレーネの晩秋」（2015年5月14日 - 25日、池袋 シアターKASSAI） - ペインキラー 役
- バンタムクラスステージ「The Fiend with Twenty Faces 幻燈の獏」（2016年6月8日 - 12日、池袋 シアターKASSAI）- 縣ミドリ（黒蜥蜴） 役（百合沙 名義）
- Southern’X「星空ハーモニー[41]」#チーム（2017年4月18日 - 23日、CBGKシブゲキ!!） - 白鳥琴音 役
- 放課後ビアタイム『余寒見舞い申し上げます。』「魔女の隣の物の怪の墓」（2018年3月9日 - 11日、十条 スタジオトルク） - サン 役
- 放課後ビアタイム『冷やし中華始めました。』「ダンシング・ビーチ」（2018年6月15日 - 17日、ステージカフェ下北沢亭）[42]
- 放課後ビアタイム『季節が巡りました。』「余寒見舞い申し上げました。」「冷やし中華終わりました。」（2018年9月9日、池袋 Cafe&Bar木星劇場）
- 放課後ビアタイム『おでん始めました。』「私のヒロインバカデミア」（2018年11月3日、ステージカフェ下北沢亭） - 日替わりゲスト
- 蜂巣和紀単独コントイベント『蜂巣祭～2019春の陣～』「バンブーガール」（2019年4月28日、ステージカフェ下北沢亭） - うさぎ 役[43]
- 放課後ビアタイム『ヘクトパスカルってなんですか。』「やどかり[44]」（2019年6月7日 - 9日、ステージカフェ下北沢亭） - 不二峰子 役
- 東出有貴プロデュース「奏心〜最強と謳われた剣士〜[45]」（2019年8月3日 - 5日、中目黒キンケロシアター） - 黎羅 役
- 放課後ビアタイム『モミの木揉みましたか?』「Panic X'mas!![46]」（2020年1月24日 - 26日、ステージカフェ下北沢亭） - すず 役
- 放課後ビアタイム『ジューンブライドって誰ですか?』「常夏ブライダル」（2020年8月10日、ステージカフェ下北沢亭） - 日替わりゲスト
- 放課後ビアタイム『十度目の乾杯』「けじめ学級〜2020〜」（2020年11月13日、ステージカフェ下北沢亭） - 百合沙先生 役[47]
- 東出有貴プロデュース「僕達はまだ終わりを知らない」（2021年5月1日 - 4日、中目黒キンケロシアター） - 環 役[48]
- 放課後ビアタイム『ちいさい秋見つけましたか?』「コミカル・コミックマーケット」（2021年10月31日、ステージカフェ下北沢） - 日替わりゲスト
- 放課後ビアタイム『チョコで鼻血は出ないみたい』「初恋ショコラティエール」（2022年2月18日、ステージカフェ下北沢亭） - 皆月純 役[49]
- 『黄金のコメディフェスティバル2022』パーチーム/放課後ビアタイム「常夏ブライダル」（2022年10月22日 - 30日、下落合・シアター風姿花伝） - 陽一さん 役
- 放課後ビアタイム『鬼はソト、俺はナカください。』「初恋ショコラティエール」（2023年2月3日 - 5日、ステージカフェ下北沢亭） - 皆月純 役[50]
- 放課後ビアタイム「Panic X'mas!!」（2023年8月16日 - 20日、上野ストアハウス） - すず 役[51]
- Yulirioプロデュース「鶏卵衝突」（2024年7月31日 - 8月4日、テアトルBONBON） - 道士ジャオ[52]
- 放課後ビアタイム「魔女の隣の物の怪の墓三世」（2024年8月16日 - 18日、赤坂CHANCEシアター）[53]

## 受賞
- 2014年 - 汐留グラビア甲子園2014 - 審査員特別賞